# 特四式内火艇
特四式内火艇 カツ（とくよんしきうちびてい/ないかてい カツ）は大日本帝国海軍（海軍陸戦隊）の水陸両用装軌車。1944年（昭和19年/皇紀2604年）に制式採用された（年式は皇紀による）。

## 性能
特四式内火艇（表記によっては特四内火艇）は、日本海軍が太平洋戦争末期に運用した水陸両用車である。堀元美技術少佐が、呉海軍工廠造船実験部時代、南方の孤島に物資を輸送するために考案した水防式の無限軌道付きの内火艇であった。潜水艦に積んで近くまで行き、後は自力で水中を走り、陸地にはい上がることができる。帝国海軍は上陸作戦用にこの種の車輌を開発しており「特型内火艇」と呼称した。基本設計は呉海軍工廠の造船実験部堀元美海軍技術少佐。瀬戸内海の広島県呉市情島の秘密基地で夜間の特訓を重ね、隊員が増えると対岸の倉橋島大迫地区に移転。約800人が実戦訓練を受けた。
本車は、鼠輸送での物資揚陸失敗事例や、上陸作戦用の大発動艇（大発）が糧食弾薬を運搬する際、波打ち際での揚陸作業中に攻撃を受けて度々被害を出していたことへの対策として発案され、アメリカ軍のLVTの情報を参考としていた。武装した内火艇や大発動艇といった性格が強く、2隻、3隻というように「○隻」と数える。
設計当初構想された運用方法は、夜間に沖合の潜水艦から発進し、夜が明ける前に上陸、砂浜からジャングルの葉陰に移動し隠れる事で敵の攻撃を避けるというものだった。すなわち上陸能力を与えられた運貨艇としての運用が想定されていたといえる。貨物の積載能力は4 t で、LVTと同じく車体自体に浮力を持たせており、他の特型内火艇のような着脱式の舟形フロートは不要である。車体サイズには余裕があり、これが魚雷を搭載した攻撃兵器に転用された理由だと思われる。
潜水艦に搭載されることも考慮されていたため、機関部など主要部分は耐圧構造となっていた。しかし潜水艦からの発進には20分前後を必要とし、複数の潜水艦が敵前浮上して発進させるとなると肉眼はまだしもレーダーの目を逃れることはできず、大きな危険が予想された。また長時間、海中を運ばれてくる本車のエンジンが始動するか疑問であった。このため潜水艦長からは作戦に真っ向から反対され、技術陣からも作戦実行を不安視する意見具申が行われた。さらに潜航時のプロペラシャフト接合部からの油の漏洩が改善できず、位置暴露の原因になりかねなかった。
武装としては前部甲板上に九三式十三粍機銃を2挺装備しており、改造型として両舷に45 cm 魚雷2本を装備したものや噴進砲2門を搭載したものがあった。
魚雷発射の試験は問題がなかったものの、特二式内火艇から流用された無限軌道は岩礁に踏み込むと破損しやすく、空冷ディーゼルエンジンは騒音が激しく隠密性も低かった。作戦実行時の潜水艦長に指名されていて、実験にも参加した板倉光馬少佐は、騒音は「まさに戦車が吼えている」感じで、走行性能は「ヒキガエルの王様」だったと評している。

## 歴史
呉海軍工廠造船実験部に勤務中の堀元美技術少佐は、ガ島輸送作戦の戦訓から輸送用の水陸両用戦車を考案していた。また、軍令部潜水艦担当作戦課員藤森康男中佐は「このような構想はガ島撤退の直後から従来の正攻法に対しもっと奇襲作戦を考えようというのが出発点で、防潜網を乗り越えて攻撃できないかと考えていた。十八年末ごろ、呉工廠の考案を知り特四式内火艇の実験を行ない一応の成果を得た」という。海軍省軍務局局員吉松田守中佐によれば「ケゼリン来攻直後の朝六時半ごろ、黒島亀人軍令部第二部長に呼び出され、大発に魚雷を積んでリーフを越えて攻撃する案を突然言われた。黒島部長の構想は潜水艦九隻に各二隻ずつ積み奇襲作戦を実施するもので、四隻試作し甲標的の搭乗員を充当し、情島にQ基地を作り訓練を開始した」という。これらの回想から、特四式内火艇は藤森部員の発想をマーシャル在泊の米機動部隊攻撃のために黒島亀人部長が取り上げ実験するに至ったものと戦史叢書では推測している。
堀元美技術少佐によれば「試作設計した設計図を呉海軍工廠水雷実験部の金庫にしまって置いた時から数か月後に、戦車工場で造らせた特四内火艇が呉海軍工廠砲煩部に来ていた」という。
この特四でマーシャル諸島のアメリカ艦隊を攻撃する案は竜巻作戦と呼称され、潜水艦部隊である第六艦隊隷下の第15潜水隊（潜水艦6隻）で検討された。
1943年（昭和18年）10月より連合国軍はアメリカ海軍の太平洋艦隊を中核としてギルバート諸島やマーシャル諸島への反攻を開始し、1944年（昭和19年）2月上旬にはクェゼリンの戦いに勝利して同地区を掌握した。そしてメジュロ環礁に艦隊前進根拠地を設営した。エセックス級航空母艦とインディペンデンス級航空母艦を多数配備したアメリカ海軍の空母機動部隊に対し、泊地停泊中に打撃を与えようという発想から、大本営海軍部（軍令部）は雄作戦を立案する。雄作戦では、空母機動部隊と基地航空隊による航空作戦とともに、特四式内火艇と潜水艦による奇襲作戦が予定されていた。3月には、情島のQ基地に特四式内火艇の関係者を増員している。だが軍令部から連合艦隊（司令長官古賀峯一大将、参謀長福留繁中将）に対し作戦実施について協議をおこなっている最中の3月末に海軍乙事件が発生、雄作戦案は消滅した。
連合艦隊の指揮系統が混乱する中でも、1944年夏に予定されていたあ号作戦計画に取り入れられたが、中止された。4月26日、本作戦について中部太平洋方面艦隊司令長官南雲忠一中将は情勢に適応しないとの理由で反対を表明している。5月3日、連合艦隊司令長官として豊田副武大将が就任し、新連合艦隊司令部は既定の計画に従って「あ」号作戦命令の一部として発令した。しかし、特四式内火艇にエンジンの轟音、低速、キャタピラが小石で破損するなど性能上の欠陥があることが分かり、5月12日本作戦の実施は不可能と判断され、延期になった。

## 現存車両

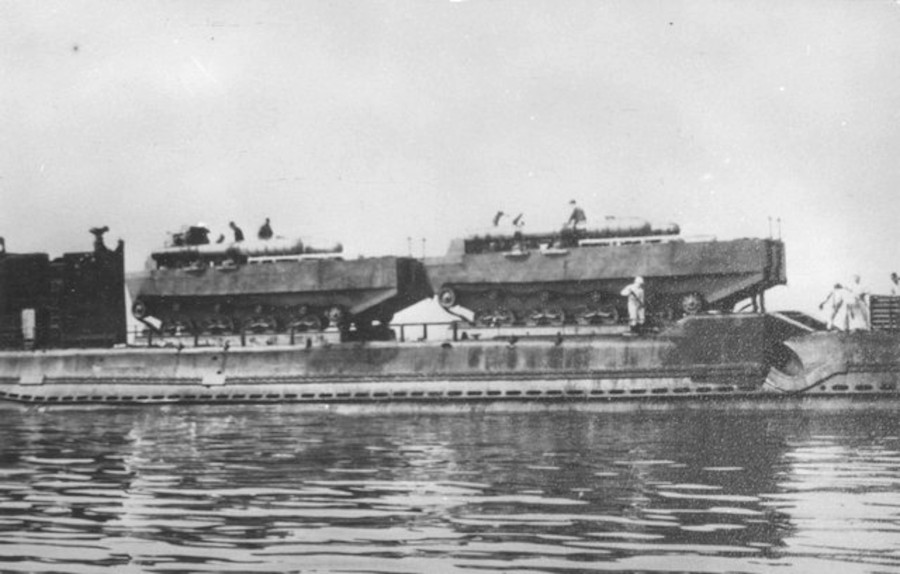
魚雷を搭載した車輌。

本車は18輛が生産されたが、最終的には50輛近くが生産されたとする資料もある。
太平洋戦争終結後、現存していた十数隻は進駐してきた連合国軍に引き渡された。本車のうち唯一現存する1両が、カリフォルニア州のバーストー米海兵隊補給廠 (en:Marine Corps Logistics Base Barstow) に展示されている。

## 模型
- 青島文化教材社 AOSHIMA『青島 AOSHIMA 1/350 日本海軍巡洋潜水艦乙型 伊41 特四式内火艇 搭載艦』（特四式内火艇模型つき）
- ドラゴンモデルズ『ドラゴン 1/35 WW.II 日本帝国海軍 特四式内火艇 カツ』
- ドラゴンモデルズ『ドラゴン【再生産】1/35 WW.II 日本海軍 特四式内火艇 “カツ” 魚雷搭載型 竜巻作戦 1944』
- リッチモデル RIICH MODELS 公式ウェブサイト『日本海軍 特四式内火艇カツ（魚雷搭載型） 1/72 WWII日本AFV 第二次大戦のAFVモデル』